# Naos
Naos (sin. navă) este partea principală a unei biserici, situată în mijlocul clădirii, între altar și pronaos (din ngr. naós).

## Vezi și
- Glosar de arhitectură